# São Francisco de Assis do Piauí
São Francisco de Assis do Piauí är en kommun i Brasilien.   Den ligger i delstaten Piauí, i den östra delen av landet, 1 100 km nordost om huvudstaden Brasília. Antalet invånare är 5 575.
Omgivningarna runt São Francisco de Assis do Piauí är huvudsakligen savann. Runt São Francisco de Assis do Piauí är det glesbefolkat, med 9 invånare per kvadratkilometer.